# Ploché sklo

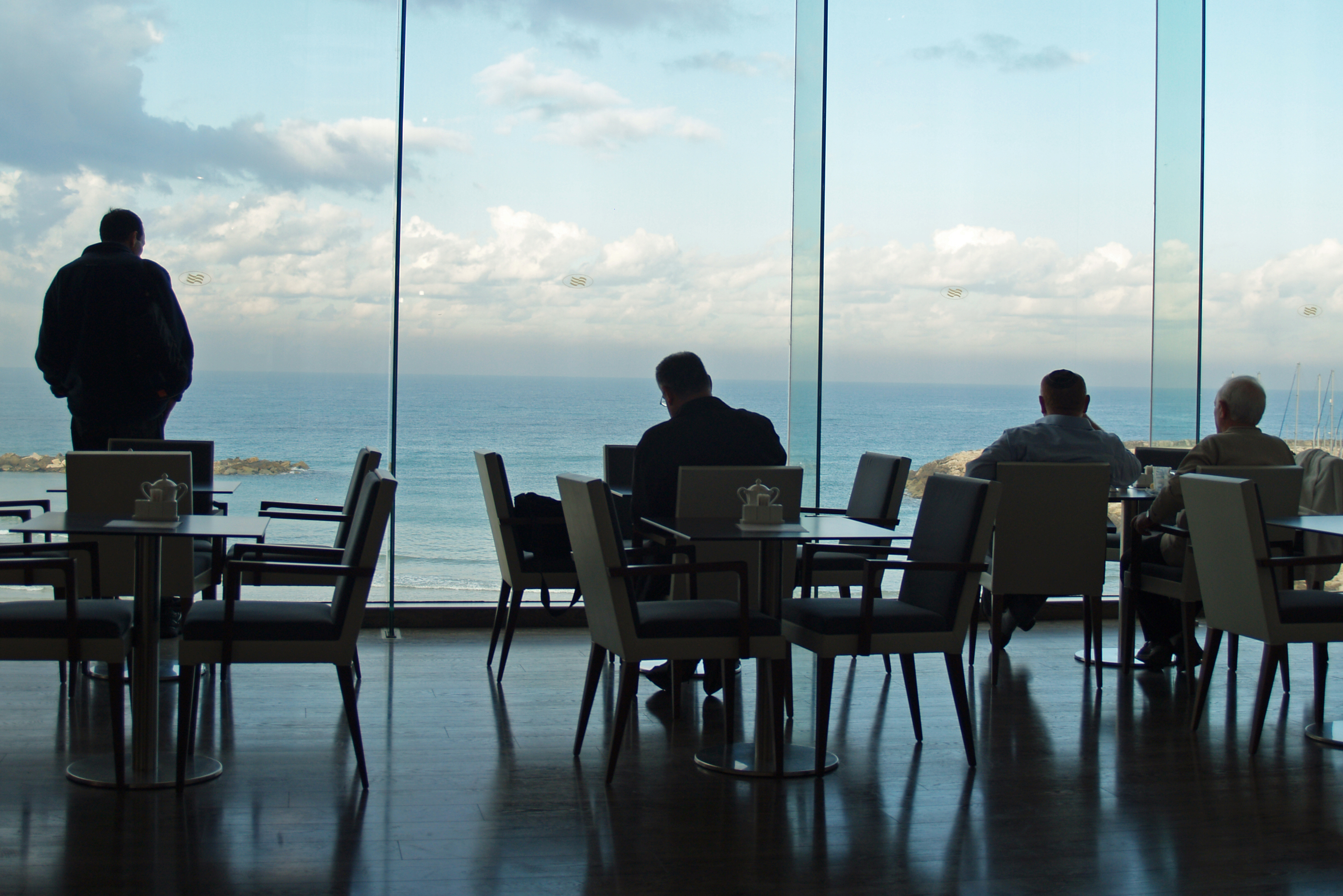
Ploché sklo použité jako obvodový plášť budovy vytváří velká okna v kavárně v Tel Avivu v Izraeli a umožňuje tak velmi dobrý výhled na Středozemní moře.

Ploché sklo neboli tabulové sklo spadá do kategorie stavebního a technického skla. Používá se zejména pro zasklívání plášťů budov, tvorbě skleněných stavebních příček, pro výplně oken, výloh, dveří, balkónových a schodišťových zábradlí, přístřešků na autobusových a tramvajových zastávkách, výrobě skleněného nábytku nebo skleněných částí klasického nábytku, k výrobě bezpečnostních skel (například neprůstřelné sklo), ke zhotovování zrcadel, protipožárních skel, dále také k výrobě skleněných akvárií, terárií, ke stavbě skleníků a k zasklívání pařenišť, k zasklívání fotografií a obrazů, ke zhotovování reklamních a informačních panelů a poutačů, k výrobě skleněných výplní ledniček, chladniček a dalších elektrospotřebičů a speciálních elektrických přístrojů apod.

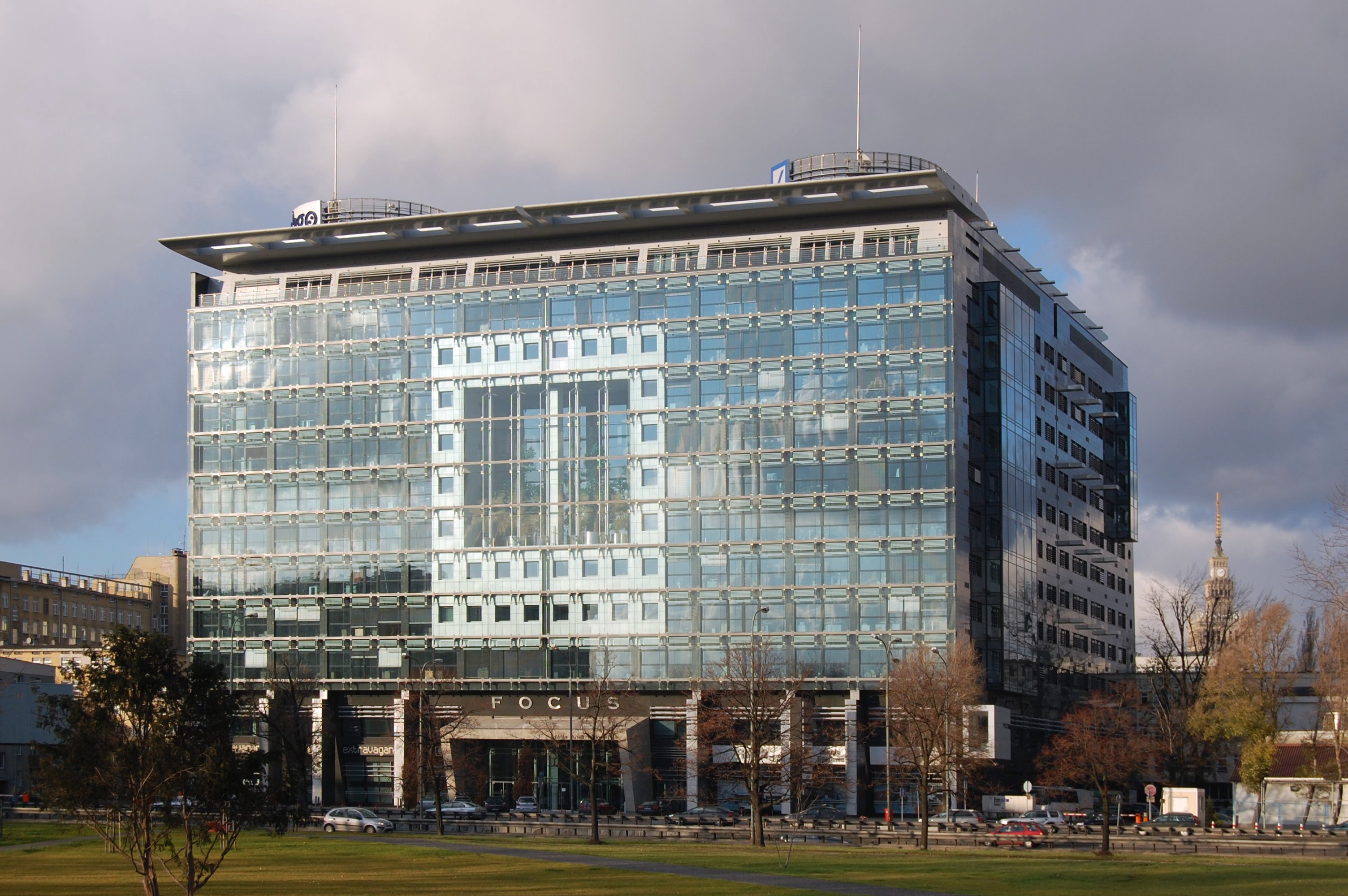
Sklo použité jako obkladový materiál pláště budovy ve Varšavě v Polsku.

Ploché sklo se dá použít i pro výrobu tvrzených a izolačních skel (vrstvených skel – dvojskel a trojskel) a k dalším speciálním účelům. Může být vyrobeno jak čiré resp. dokonale průhledné tak i ornamentální (propouštějící světlo, ale neprůhledné), může být vyrobeno i barevné. Dá se brousit, leštit, vrtat, leptat, gravírovat, dá se i potiskovat (například rotační sítotisk) a lze na něj malovat keramickými barvami.

## Výroba
- výroba pomocí skleněných válců nebo rotujících baněk (historické metody dnes již nepoužívané)
- litím (starší způsob), kontinuálním litím a válcováním (novější způsob)
- tažením (kovejorová výroba)
- plavením (tzv. float technologie – nejmodernější technologie)

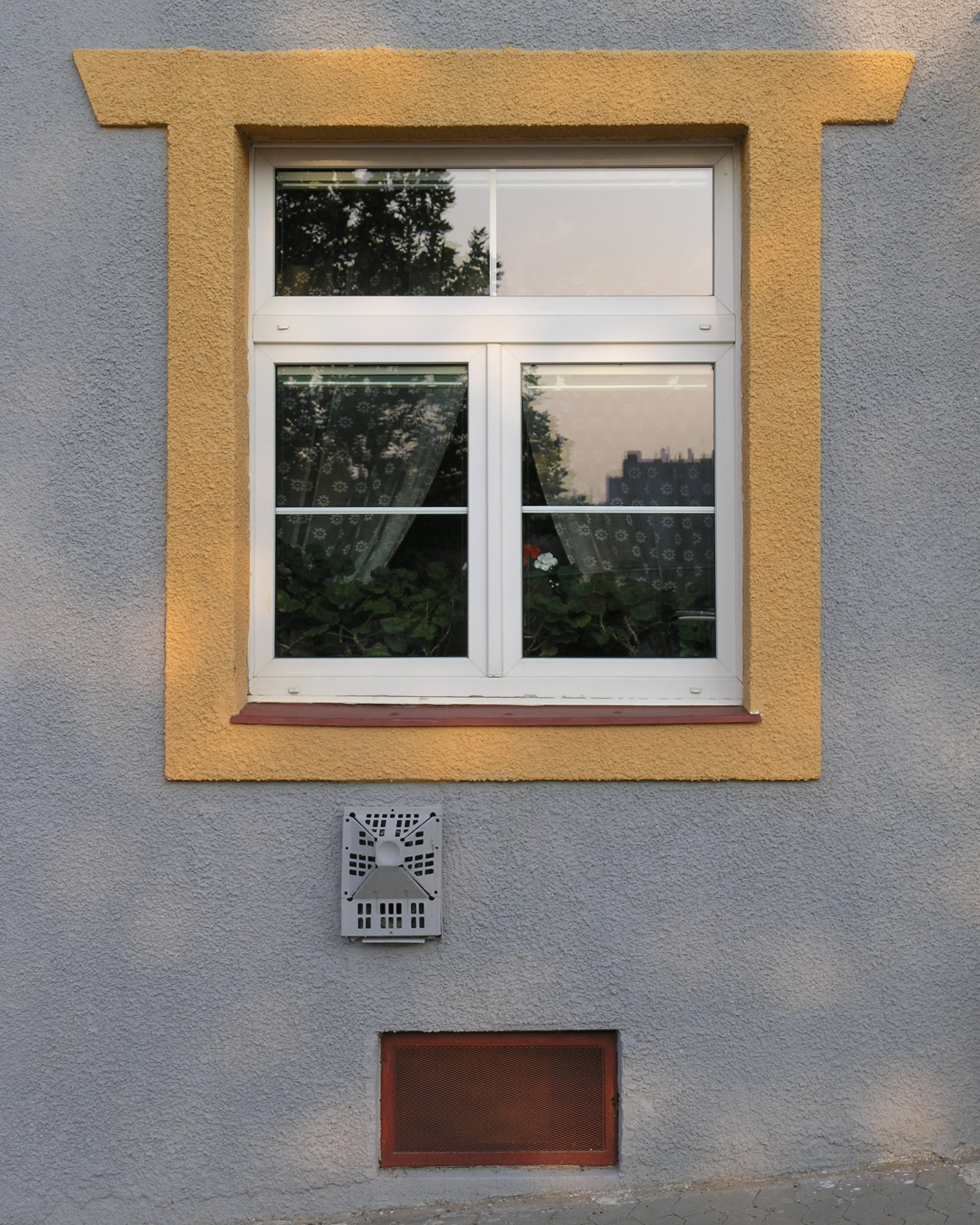
Třídílné plastové okno s meziokenními rámečky osazené do starší zástavby (Praha, Střešovice).

## Použití v dopravě
Ploché sklo je používáno i v řadě dopravních prostředků především pro výrobu bočních oken (například: osobní automobily, autobusy, tramvaje, trolejbusy, železniční vozy pro přepravu osob apod.).
U luxusních dopravních prostředků mohou být tato skla speciálně upravena jakožto skla vrstvená, tónovaná, polopropustná či neprůstřelná resp. bezpečnostní apod.

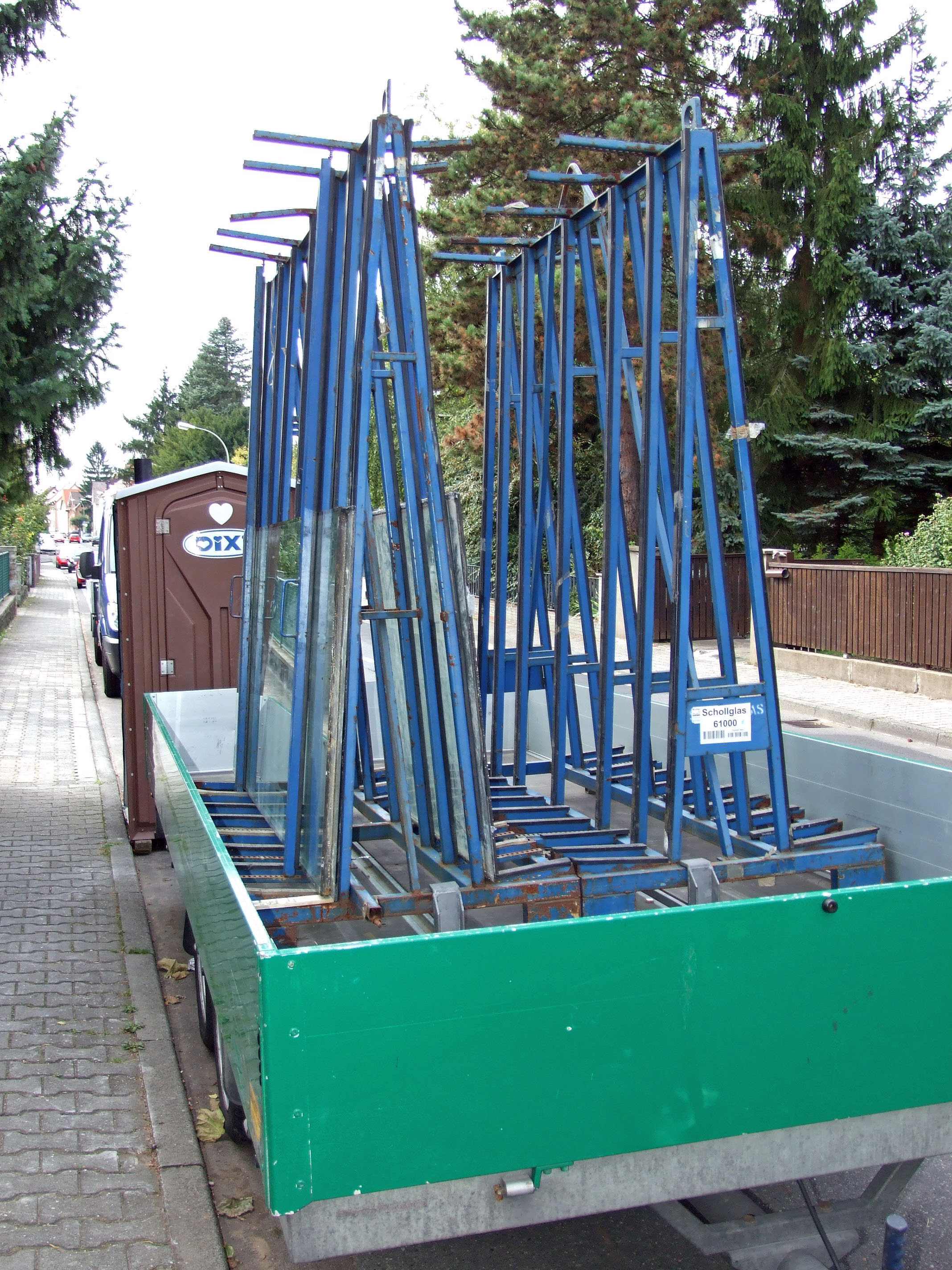
Speciální přívěs se stojany pro transport tabulového skla

## Transport plochého skla
Ploché sklo je nutno vždy transportovat ve svislé poloze (včetně ručního přenášení), pro tyto účely existují speciální nákladní automobily resp. automobilové návěsy a přívěsy.

## Historie
Ploché sklo se v Evropě vyrábí již od středověku (14. století). Původní ruční technologie ze 14. století spočívala ve výrobě skleněných válců a jejich následným rozstřižením a postupným rovnáním (rozžehlováním) nebo rotací skleněné baňky (roztáčením skla). Výroba klasického litého skla začala být používána již koncem 17. století. Společně s novými technologiemi výroby plochého skla se postupně zdokonalovaly i jeho finální výrobní operace, zejména jeho následné broušení a leštění na zrcadlovou kvalitu. Lité sklo také umožnilo postupné zavedení jeho strojní výroby. Od 30. let 19. století se začala uplatňovat další technologie výroby plochého skla tažením. Ve 20. letech 20. století se ploché sklo začalo vyrábět i nepřetržitým (kontinuálním) litím a válcováním, které bylo spojeno s oboustranným broušením, šlo o tzv. konvejorovou výrobu. V roce 1957 pak vznikla první nejmodernější float technologie plavení skla po hladině roztaveného kovu, která je v tomto případě vytvořena roztaveným cínem, což následně zcela odstranilo nutnost následného finálního broušení a leštění skla.